# Blasorchester

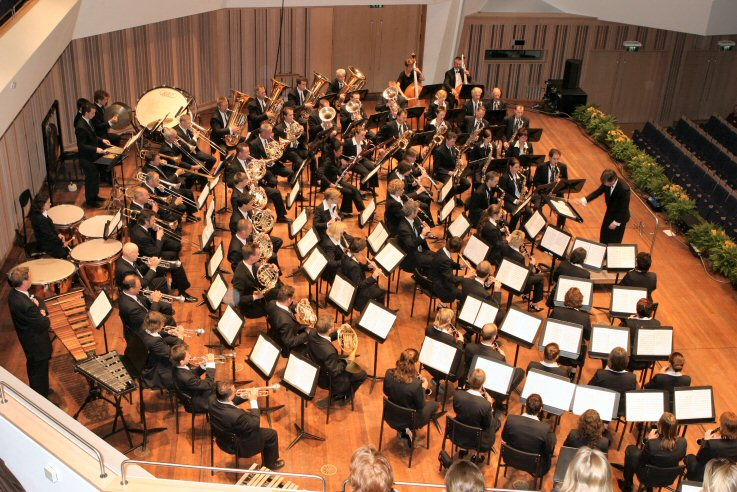
Sinfonisches Blasorchester

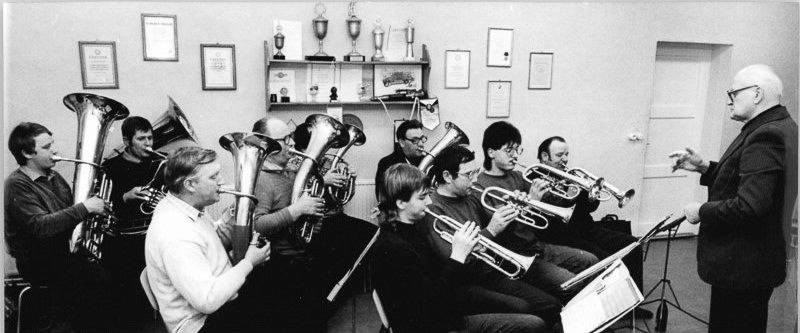
Ländliche Amateur-Blaskapelle in der DDR

Blasorchester ist ein Sammelbegriff für Orchester, die vor allem aus Blasinstrumenten bestehen und Blasmusik spielen.
Diese Gattung umfasst ein großes Spektrum sehr verschiedener Orchesterformationen, die in Besetzung und Repertoire stark variieren. Die bekanntesten Vertreter sind das Sinfonische Blasorchester und die Blasmusikkapelle. Wichtige internationale Formen, die auch den deutschsprachigen Raum beeinflussen, sind Concert Band und Brass Band sowie Harmonie, Fanfare und Banda. Zur Gattung gehören professionelle Blasorchester (z. B. in der Militärmusik sowie Polizeiorchester) ebenso wie Amateurorchester.
Der größte Teil der Blasorchester verfügt neben Blasinstrumenten auch über Schlagzeug, Schlagwerk und Perkussion. In großen sinfonischen Blasorchestern wird die Besetzung nach Bedarf um weitere Instrumente wie Kontrabässe, Celli, Klavier und Harfe erweitert.

## Harmoniebesetzung
„Harmoniebesetzung“ bedeutet eigentlich nur, dass das Orchester mit Holz- und Blechbläsern besetzt ist. Schon Mozart hat seine eigenen Werke auch „auf Harmonie gesetzt“. Die klassische Harmoniemusik war in der Regel mit je 2 Oboen, Klarinetten, Fagotten und Hörnern besetzt.
Die heute übliche Standardbesetzung eines sinfonischen Blasorchesters in den Benelux-Staaten und Deutschland sowie mit Abwandlungen in Österreich ist unten dargestellt. Je nach Stück kann diese jedoch in der Anzahl der Stimmen variieren (ab und zu verlangte Stimmen sind in Klammern gesetzt), je nach Komposition werden weitere Instrumente verlangt. Im Lauf der Zeit entwickelt und entwickelte sich die Besetzung jedoch immer weiter (siehe dazu auch die Anmerkungen).
- Holzbläser
  - Piccoloflöte 1
  - 1. und 2. (3.) Querflöte 1
  - 1. (2.) Oboe
  - 1. (2.) Fagott
  - Es-Klarinette, 1.–3. Klarinette in B, Bassklarinette
  - 1. und 2. Altsaxophon, 1. (2.) Tenorsaxophon, Baritonsaxophon 2
- Blechbläser
  - 1.–3. (4.) Trompete in B e  3
  - 1. und 2. Flügelhorn in B w  4
  - 1.–4. Waldhorn in F e  5
  - 1.  (2.) Tenorhorn in B (hauptsächlich bei deutschsprachigen Komponisten) w  6
  - Bariton (oder Euphonium)  w  7
  - 1.–3. Posaune  e  8
  - Tuba
- Schlagwerk
  - Drumset
  - Große Trommel, Kleine Trommel, Becken, Gong, Tamtam, Bongos, Congas, Timbales
  - Perkussion: Triangel, Tamburin, Cabasa, Maracas, Schlittenglocken, Shaker, Windmaschine, Amboss
  - Stabspiele / Mallets: Marimbaphon, Vibraphon, Xylophon, Glockenspiel, Röhrenglocken, Windchimes, Lyra
  - Pauken

Zudem gibt es historisch, regional bzw. national mehr oder weniger große Unterschiede in der Besetzung.
Manchmal werden in einzelnen Kompositionen Instrumente gefordert, die nicht der Standardbesetzung des symphonischen Blasorchesters entsprechen. Beispiele hierfür sind:
- Altflöte
- Englischhorn, Kontrafagott
- Altklarinette, Kontrabassklarinette
- Sopransaxophon, Basssaxophon
- E-Bass, Kontrabass, Cello
- Harfe, Klavier

### Partitur
Erst in den letzten Jahren wurde es üblich Partituren zu veröffentlichen. Lange Zeit waren nur – mehr oder minder gute – Direktionsstimmen mit zwei bis sechs Systemen, im besten Fall mit einer eigenen Schlagwerkzeile, üblich (Conductor/Condensed Score). Die Deutschen Armee-Märsche wurden 1970/76 für die Bundeswehr von Friedrich Deisenroth auf diese Weise neu herausgegeben. Oft war dabei die Direction sogar in B notiert, weil viele Dirigenten ein B-Melodie-Instrument, wie Klarinette oder Flügelhorn spielten und nicht transponieren konnten oder wollten. Bei einfachen Werken, wie Märschen, Walzern und anderen ähnlichen Tanzmusik-Werken gab es in der Regel nur eine Flügelhorn/Kornett- oder Klarinetten-Direktionsstimme, die nur die wichtigsten Einsätze enthielt. Zum Dirigieren während eines Standkonzertes, bei dem die Noten – wegen der Witterung – immer angeklammert werden müssen – sind diese Stimmen praktisch; für genaue Orchesterproben jedoch nicht. Da sehr viele Dirigenten keine Partitur lesen konnten – oder nicht lesen wollten – behalf man sich lange mit dieser Notlösung. Durch die Möglichkeiten des digitalen Notensatzes sind Partituren jetzt leicht herzustellen. 
Allerdings hat sich bis heute keine einigermaßen verbindliche Partituranordnung etabliert. Die Empfehlungen US-amerikanischer Verleger werden zwar oft akzeptiert, sind aber nicht für alle Arten der Blasmusik sinnvoll. Klassisch ausgebildete Musiker stört es oft, dass die Hörner nach den Kornetts/Trompeten oberhalb der Posaunen stehen. 
In Italien existiert seit langem eine sehr eigenständige Tradition, die in Russland leicht modifiziert wurde. Die zwei Familien (weit-/engmensuriert) der Blechbläser werden dort klar getrennt. Sie orientiert sich am Sinfonieorchester, indem sie der Flügelhorn/Kornett-Familie den Platz der Streicher gibt. Das Schlagwerk ist in Italien unterhalb der Bässe, in Russland unterhalb der Posaunen notiert. Gerade in Osteuropa und auch auf dem Gebiet der ehemaligen DDR ist diese Anordnung – die schon Hans Felix Husadel favorisierte – immer noch die Regel. Das Fehlen einer einzigen Norm, hat aber auch den Vorteil, dass man von Fall zu Fall leicht variieren kann.

## Bekannte Sinfonische Blasorchester (Beispiele)

### Deutschsprachiger Raum
- Bläserphilharmonie Regensburg
- Jugendorchester Havixbeck
- Junge Bläserphilharmonie NRW
- Landesblasorchester NRW
- Landesblasorchester Baden-Württemberg
- Landesjugendblasorchester Rheinland-Pfalz
- Deutsche Bläserphilharmonie
- Mannheimer Bläserphilharmonie
- Rheinhessische Bläserphilharmonie
- Sächsische Bläserphilharmonie
- Musikkorps der Bundeswehr (Siegburg)
- Polizeiorchester Bayern
- Sinfonisches Blasorchester Ulm
- Sinfonisches Blasorchester Vorarlberg (Österreich)
- Westfalen Winds

### Weitere bedeutende Orchester
- Dallas Winds (USA)
- Eastman Wind Ensemble (USA)
- Tōkyō Kōsei Wind Orchestra (Japan)
- Kgl. Harmonie Hergenrath (Belgien)
- Groot Harmonieorkest van de Belgische Gidsen (Belgien)

## Bedeutende Wettbewerbe
- Wereld Muziek Concours (WMC), Kerkrade (Niederlande)
- Certámen Internacional de Bandas de Música Ciudad de Valencia (CIBM), Valencia (Spanien)[2]

## Verbände
- Bundesvereinigung Deutscher Musikverbände
- Bund Deutscher Blasmusikverbände
- Österreichischer Blasmusikverband
- Schweizer Blasmusikverband